# William Sterndale Bennett
Sir William Sterndale Bennett (13. dubna 1816 Sheffield – 1. února 1875 Londýn) byl anglický skladatel, klavírista, dirigent a hudební pedagog.

## Život
Narodil se v Sheffieldu jako syn místního varhaníka. Otec brzy zemřel a William pak žil u svého dědečka, který mu také poskytl první hudební vzdělání. V roce 1924 se stal členem sboru kaple v King’s College. O dva roky později vstoupil na Královskou hudební akademii v Londýně, kde studoval deset let hru na klavír a skladbu. V klavíru byli jeho učiteli W. H. Holmes a Cipriani Potter, v kompozici Charles Lucas a William Crotch.
Ještě během studia si získal vynikající pověst jako koncertní klavírista a i jeho skladby byly úspěšné. Získal si mimo jiné obdiv německého skladatele Felixe Mendelssohna-Bartholdyho, který jej pozval do Lipska. Benett pak strávil v Lipsku tři zimy komponováním a koncertováním.
V roce 1844 se oženil s Mary Anne, dcerou kapitána Jamese Wooda. V roce 1856 se stal profesorem hudby na Univerzitě v Cambridgi a šéfdirigentem Royal Philharmonic Society. V této funkci setrval až do roku 1866, kdy se stal ředitelem Královské hudební akademie. Ve čtyřicátých a padesátých letech komponoval zcela minimálně a když se koncem padesátých let ke skládání vrátil, nebyl již tak úspěšný. Jeho skladby byly považovány za poněkud staromódní.
V roce 1867 získal čestný doktorát Univerzity v Cambridgi a v roce 1870 také Oxfordské univerzity. V roce 1871 byl povýšen do šlechtického stavu.
Zemřel 1. února 1875 ve věku 58 let ve svém domě v St. John's Wood v Londýně. Je pohřben ve Westminsterském opatství.

## Dílo
- Op.1, Piano Concerto No.1 in D minor (1832)
- Op.2, Capriccio in D minor for Piano (1834)
- Op.3, Parisina, Overture (1835)
- Op.4, Piano Concerto No.2 in E♭ major (1833)
- Op.8, Sextett for Piano, 2 Violins, Viola, Cello and Double Bass (1835)
- Op.9, Piano Concerto No.3 in C minor (1834)
- Op.10, 3 Musical Sketches (1835/36)
- Op.11, 6 Etudes in the Form of Capriccios for Piano (1834-35)
- Op.12, 3 Impromptus (1836)
- Op.13, Piano Sonata No.1 in F minor (1836-37)
- Op.14, 3 Romances for Piano (1836-37)
- Op.15, The Naiades, Overture (1836)
- Op.16, Fantaisie in A major for Piano, 4 movements (1837)
- Op.17, 3 Diversions for Piano Duet (1838)
- Op.18, Pieces for Piano (1838)
- Op.19, Piano Concerto No.4 in F minor (ca 1838/39)
- Op.20, Die Waldnymphe (Overture, 1838)
- Op.22, Capriccio in E major for Piano and Orchestra (1836-38)
- Op.23, 6 Songs
- Op.24, Suite de Pieces for Piano, 6 movements (1841/42)
- Op.25, Rondo Piacevole for Piano (1842)
- Op.27, Scherzo in E minor for Piano (1845)
- Op.28, 3 Pieces for Piano
- Op.29, L'amabile et L'appassionata, 2 Etudes for Piano (1841)
- Op.30, 6 Sacred Duets for 2 Sopranos and Piano (1849-51)
- Op.31, Tema e Variazioni (1850)
- Op.32, Cello Sonata in A major (1852)
- Op.33, Preludes and Lessons, 30 short Pieces for Piano (1842-53)
- Op.34, Pas triste, pas gai, Rondo for Piano (1854)
- Op.35, 6 Songs (slova B. Cornwall, J. Clare, Burns, C. Klingemann)
- Op.37, Rondeau à la Polonaise for Piano (1857)
- Op.38, Toccata in C minor for Piano (1854)
- Op.39, The May Queen, kantáta (1858/59?)
- Op.40, Ode, psáno k otevření mezinárodní výstavy (1862)
- Op.41, Cambridge Installation Ode (1862)
- Op.42, Paradise and the Peri, Fantasia-Overture (1862)
- Op.43, Symphony in g minor (1863-64)
- Op.44, The Woman of Samaria (1867-68)
- Op.46, Maid of Orleans, Piano Sonata (1869-73)
- Op.47, 4 Songs (slova Heine, Case, Burns)

Bez opusových čísel
- Canon 2 in 1 in A major (1828)
- Single Chant in C major (1829)
- Single Chant in G major (1829)
- Canon 2 in 1 in D major (1829)
- Canon 2 in 1 on Mozart's "Là ci darem la mano" (1829)
- Canon 4 in 2 in C major (1829)
- Double Chant in C major (1829)
- Canon 3 in 1 in C major (1829/30)
- Fairy Chorus "Now no more in dells we sleep" (1829)
- Fugue in 3 Parts, on Gibbons's "Hosannah" (1830)
- Fugue in 4 Parts, on Byrd's "Boy thine ear" (1830/31)
- Canon 3 in 1 in F major (1831)
- Canon 4 in 1 in B♭ major (1831/32)
- Double Chant in G minor (1831/32)
- Minuetto and Trio in F minor for Piano (1831/32)
- Double Chant in F major (1831/32)
- String Quartet in G major (1831)
- Single Chant in C minor (1832)
- Single Chant in F major (1832)
- Symphony No.1 in B♭ major (1832)
- Lady Georgina in A major for Piano
- The Tempest, Overture (1832)
- Symphony No.2 in D minor (1832–33)
- Overture in D minor (1833)
- The Merry Wives of Windsor (1834)
- In radiant Loveliness (1834)
- Adagio in G minor for Piano and Orchestra (1834)
- Symphony No.4 in A major (1833–34)
- Concerto in C major for 2 Pianos (1835), ve spolupráci s G. Macfarrenem
- Resignation, Song (1836)
- Symphony No.5 in G minor (1835–36)
- Piano Concerto in F minor (1836)
- Romance in B minor (1836)
- Ch'io speri! amato patre, Song (1831-1836)
- Scherzo and Trio (1836)
- Herr Schumann ist ein guter Mann, Song
- A Stroll through the Meadow for Piano and Orchestra (1836)
- 11 Hymn Tunes
- Chorale in A major (1839)
- Waltz in E♭ major for Piano
- The better Land, Song (1839)
- Geneviève, Romance for Piano (1839)
- Fandango for Piano (1840)
- Allegretto Semplice (1842)
- Prelude in a minor for Piano
- Marie du Bois, Overture (1842-43, rev. 1844)
- Come, live with me for Choir
- Concert-Stück (Piano Concerto) in A minor (1841-43, rev. 1848)
- St. Lawrence, Hymn Tune (1849)
- Single Chant in A minor (1853)
- St. Junia, sacred (1853)
- Russel Place (1854)
- Minuetto espressivo in E♭ major for Piano (1854)
- Remember now thy creator, Anthem with Organ (1855)
- January for Piano (1856)
- February for Piano (1856)
- Lord, who shall dwell in thy tabernacle?, Hymn (1856)
- Oh that I knew where I might find him, Hymn (1861)
- Great is our Lord, Hymn
- Praeludium in B flat major for Piano (1863)
- The Fool hath said in his heart, Hmyn (1864)
- Chant in C minor (1864)
- God, who madest earth and heaven (1864)
- Holy, holy, holy (1864)
- Tell me where, ye summer breezes (1861, rev. 1866)
- Single Chant in A minor (1866)
- Single Chant in A minor (1866)
- Peace be to this habitation (1866)
- Single Chant in A minor (1867)
- Lord, to thee qour song we raise
- Single Chant in G minor (1868)
- Now, my God, let, I beseech thee (1869)
- Chant in A major (1869)
- Adagio for 4 Voices (1869)
- The Lord bless thee and keep thee (1870)
- From all thy saints (1870)
- The radiant Morn (1870)
- Sweet stram that winds
- Sonatina in C major for Piano (1871)
- Andante in E major for Piano (ca 1871)
- Watching all through the weary night (1871)
- Jesu, solace of my soul (1872)
- In thee, O Lord, have I put my trust (1856–73)
- Of all the arts (1873)
- 12 Anglican Chants
- Dramatic Overture (1836), nedokončeno
- An Album Leaf for Piano
- Dies irae, Dies illa, Hymn
- God is a spirit for Choir
- Le Repos, pensée musicale for Piano
- 3 Pieces (Rondino, Lento sostenuto, The Lake) pro varhany
- Oratorium "Zion" (1839–44), nedokončeno